# Soyuz TM-14
Soyuz TM-14 foi a 14.ª missão Soyuz à estação espacial Mir, realizada entre março e agosto de 1992. Incluiu a participação de um cosmonauta alemão da Agência Espacial Europeia (ESA). Foi a primeira missão Soyuz após o colapso da União Soviética.

## Tripulação
Lançados
| Posição                | Cosmonauta           | Duração          | Pousou na   |
| ---------------------- | -------------------- | ---------------- | ----------- |
| Comandante             | Alexander Viktorenko | 145d 14h 10m 33s | Soyuz TM-14 |
| Engenheiro de voo      | Alexander Kaleri     | 145d 14h 10m 33s | Soyuz TM-14 |
| Cosmonauta-pesquisador | Klaus-Dietrich Flade | 7d 21h 56m 32s   | Soyuz TM-13 |

Aterrissaram
| Posição                | Cosmonauta           | Duração          | Lançou na   |
| ---------------------- | -------------------- | ---------------- | ----------- |
| Comandante             | Alexander Viktorenko | 145d 14h 10m 33s | Soyuz TM-14 |
| Engenheiro de voo      | Alexander Kaleri     | 145d 14h 10m 33s | Soyuz TM-14 |
| Cosmonauta-pesquisador | Michel Tognini       | 13d 18h 56m 20s  | Soyuz TM-15 |

## Parâmetros da Missão
- Massa: 7 150 kg
- Perigeu: 373 km
- Apogeu: 394 km
- Inclinação: 51,6°
- Período: 92,2 minutos

## Pontos altos da missão
Klaus Dietrich Flade tornou-se o segundo alemão a visitar uma estação espacial. O primeiro foi Sigmund Jahn da Alemanha Oriental, que visitou a Salyut 6 em 1978. Flade realizou quatorze experiências alemães no espaço, como parte da preparação do país para sua participação nos projetos de estação espacial Freedom e Columbus.
A nave passou por um problema em seu sistema de aterrissagem, fazendo com que seu módulo de descida vira-se ao contrário. Ela pousou com o seu lado superior virado para o chão, prendendo seus ocupantes no seu interior até que ela pudesse ser posta na posição correta.